# Гмунд-ам-Тегернзе
Гмунд-ам-Тегернзе (нем. Gmund am Tegernsee) — община в Германии, в земле Бавария, на берегу озера Тегернзе.
Подчиняется административному округу Верхняя Бавария. Входит в состав района Мисбах. Население составляет 6038 человек (на 31 декабря 2010 года). Занимает площадь 34,40 км².

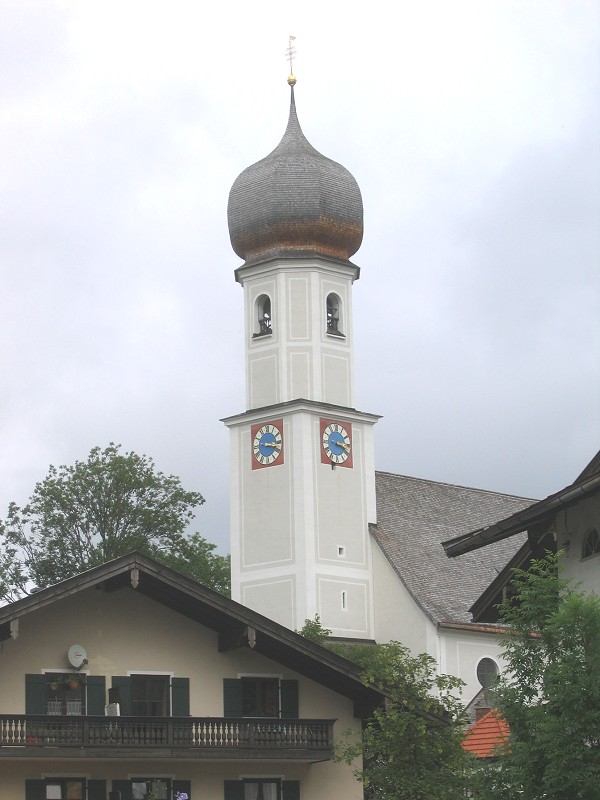
Гмунд-ам-Тегернзе